# 韦尔纳·韦克曼
韦尔纳·韦克曼（瑞典語：Verner Weckman，1882年7月26日—1968年2月22日），芬兰男子摔跤运动员。他曾代表芬兰参加1908年夏季奥林匹克运动会摔跤比赛，获得男子古典式次重量级金牌。